# Orthostigma thornveldense
Orthostigma thornveldense är en stekelart som beskrevs av Fischer 1995. Orthostigma thornveldense ingår i släktet Orthostigma och familjen bracksteklar. Inga underarter finns listade i Catalogue of Life.